# 12224 Джимкорнел
12224 Джимкорнел (12224 Jimcornell) — астероїд головного поясу, відкритий 19 жовтня 1984 року.
Тіссеранів параметр щодо Юпітера — 3,281.